# Hamburg Demonstrations
 (décembre 2016).
Albums de Peter Doherty
Grace/Wastelands
(2009)
Hamburg Demonstrations est le deuxième album de Peter Doherty, sorti en 2016.
Liste des titres :
1. Kolly Kibber (3:58)
2. Down For The Outing (3:44)
3. Birdcage (3:31)
4. Hell To Pay At The Gates Of Heaven (2:40)
5. Flags From The Old Regime (3:26)
6. I Don't Love Anyone V2 (3:36)
7. A Spy In The House Of Love (3:33)
8. Oily Boker (5:37)
9. I Don't Love Anyone (3:26)
10. The Whole World Is Our Playground (2:49)
11. She Is Far (3:15)